# Lee Roy Smith
Lee Roy Smith (* 30. Juli 1958) ist ein ehemaliger US-amerikanischer Ringer. Er war Vize-Weltmeister 1983 im freien Stil im Federgewicht.

## Werdegang
Lee Roy Smith stammt aus einer ringersportbegeisterten Familie aus Del City, einem Vorort von Oklahoma City. Er war der älteste von vier Brüdern, die alle das Ringen betrieben. Der bekannteste und auch der weitaus erfolgreichste dieser vier Brüder war John Smith, der 1988 und 1992 Olympiasieger wurde und auch mehrfacher Weltmeister war. Die beiden anderen Brüder waren Pat Smith, ein vierfacher US-amerikanischer NCAA-Champion (US-amerikanischer Studentenmeister), und Mark Smith.
Lee Roy Smith begann 1969 an der High School in Del City mit dem Ringen. Er wechselte dann an die Oklahoma State University zu Trainer Tommy Chesbrow. In den Jahren 1977 bis 1980 war er beim Hochschulringen sehr erfolgreich und gewann 112 von 124 Kämpfen. Im Jahre 1980 gewann er bei der NCAA Division I Collegiate Championships (US-amerikanische Studentenmeisterschaft) den Titel im freien Stil im Federgewicht.
In den Jahren 1981 bis 1983 gewann er auch, für den Cowboy Wrestling Club Oklahoma City startend, dreimal in Folge die USA-Meisterschaft im Federgewicht. Seinen ersten und einzigen Einsatz bei einer internationalen Meisterschaft hatte Lee Roy Smith bei der Weltmeisterschaft 1983 in Kiew. Obwohl er über keinerlei internationale Erfahrung verfügte, gewann er dort die Silbermedaille. Er musste sich nur im Endkampf Wiktor Petrowitsch Alexejew aus der UdSSR nach Punkten geschlagen geben.
Im Jahre 1984 war sein großes Ziel die Teilnahme an den Olympischen Spielen in Los Angeles. Bei den zu Ermittlung des US-amerikanischen Starters durchgeführten Ausscheidungen setzte er sich in einem erbittert geführten Duell knapp gegen Randy Lewis durch. Auf Grund eines Protestes von Randy Lewis wurde dieses Ergebnis aber geändert und dieser vom Ringerverband der USA zum US-amerikanischen Starter bei den Spielen erklärt. Bitter für Lee Roy Smith, der diese Entscheidung aber sportlich hinnahm. Randy Lewis wurde dann auch Olympiasieger.
Nach 1984 trat Lee Roy Smith bei internationalen Meisterschaften nicht mehr in Erscheinung. Er erkannte das enorme ringerische Potential seines jüngeren Bruders John und förderte diesen entsprechend. John wurde dann 1987 bereits zum ersten Male Weltmeister im freien Stil im Federgewicht, also in der gleichen Gewichtsklasse, in der auch Lee Roy rang.
Lee Roy Smith, der ein Sportstudium hinter sich brachte, schlug schon ab 1982 die Trainerlaufbahn ein. Er war von 1982 bis 1987 Trainer-Assistent an der Oklahoma State University, von 1987 bis 1989 Trainer der Schweizer Nationalmannschaft der Freistilringer, von 1989 bis 1992 Trainer der US-amerikanischen Nationalmannschaft der Freistilringer und schließlich von 1992 bis 2001 Cheftrainer an der Arizona State University. Von 2001 bis 2004 arbeitete er als Finanzberater und seit dem Sommer 2004 ist er Direktor der Nationalen Wrestling Hall of Fame und Museum in Stillwater/Oklahoma.

## Erfolge
international
- 1983, 2. Platz, WM in Kiew, F, Fe, hinter Wiktor Petrowitsch Alexejew, UdSSR und vor Simeon Schterew, Bulgarien, Kazuhito Sakae, Japan, Traian Marinescu, Rumänien und Awirmediin Enchee, Mongolei
- 1984, 2. Platz, World Cup in Toledo/Ohio, F, Fe, hinter Stepan Sargsjan, UdSSR und vor Ray E. Ramirez Bueno, Kuba, Angel Todorow, Bulgarien und Bob Robinson, Kanada;
- 1988, 2. Platz, „Yasar-Dogu-Turnier“ in Istanbul, F, Le, hinter Mamedow, UdSSR und vor Attila Poloszki, Ungarn

national
- 1979, 4. Platz, NCAA-Champ., F, Le, hinter Dan Hicks, Scott Trizzino und Mike Mathis und vor Andre Metzger und Andrew Rein,
- 1980, 1. Platz, NCAA-Champ., F, Fe,
- 1981, 1. Platz, AAU-Champ., F, Fe, vor Mike Land und Mike McArthur,
- 1982, 1. Platz, AAU-Champ., F, Fe, vor Randy Lewis und Ricki Dellagatta,
- 1983, 1. Platz, AAU-Champ., F, Fe,
- 1984, 2. Platz, AAU-Olympiaausscheidung, F, Fe, hinter Randy Lewis

(Erl.: WM = Weltmeisterschaft, F = freier Stil, Fe = Federgewicht, Le = Leichtgewicht, damals bis 62 kg bzw. 68 kg Körpergewicht)